# Воробьёв, Иван Матвеевич
Ива́н Матве́евич Воробьёв (род. 1931, с. Кизилюрт, Кизилюртовский район, Дагестанская АССР, РСФСР) — депутат Верховного Совета СССР 7-го созыва.